# 藤田太寅
藤田 太寅（ふじた たかのぶ、1938年〈昭和13年〉1月17日 - 2018年〈平成30年〉5月28日）は日本の経済ジャーナリストで、元NHK記者・解説委員。

## 人物・来歴
東京都出身。寅年に生まれたことから「太寅」と命名された。

### NHK時代
東京大学文学部社会学科を卒業後、1963年NHKに記者として入局。初任地は新潟局。東京に異動後は報道局経済部で当時の大蔵省、経済企画庁などを担当。その後大阪局報道デスクを経て報道局記者に復帰。「NHK特集」等の制作・演出を担当。1990年に解説委員となり、経済番組の進行役などを務め分かりやすい解説でお茶の間に親しまれた。1999年に定年退職。

### 大学教授に
1999年4月、関西学院大学総合政策学部教授就任。日本経済論・メディア社会論を担当。ゼミ生を始め多くの学部生から親しまれ、人気教授となる。2005年3月、同大学客員教授。その後、日本たばこ産業（JT）監査役に就任。
2006年3月、第52回前島賞受賞。

### 突然の脳出血・リハビリ
2007年5月、石川県内で講演中に脳出血を発症。処置は早かったものの左半身が麻痺し、歩行が困難になる等の後遺症に苦しむ。医師からの教えで体を動かすことで逆に脳を刺激し、再建する「CI療法」というリハビリを行い3～4か月でまっすぐに歩けるようになった。
2008年2月10日、NHKスペシャル『闘うリハビリ』に黒崎めぐみとMCとして出演、久々に古巣NHKの番組に登場。そこで自身の脳出血とリハビリの過程の一端を明らかにし、現代のリハビリ事情についてゲストの綾戸智恵らと考察した。

## 出演番組
- NHKニュースTODAY - 経済ニュースキャスター
- NHK経済マガジン - 2代目キャスター
- NHKニュース11 - キャスター
- NHKニュースおはよう関西 - 関西経済についてのコラムを担当
- 21世紀ビジネス塾 - キャスター（名古屋放送局）
- くらしと経済
- NHKスペシャル
病に倒れてからはその方面にシフトしている。
  - 闘うリハビリ シリーズ
  - 脳はよみがえる（2011年9月4日）